# Trifyllia
Trifyllia (in greco Τριφυλλία?) è un comune della Grecia situato nella periferia del Peloponneso (unità periferica della Messenia) con 31.190 abitanti secondo i dati del censimento 2001
Il comune è stato istituito a seguito della riforma amministrativa detta Programma Callicrate in vigore dal gennaio 2011 che ha abolito le prefetture e accorpato numerosi comuni.